# Luis Valtueña
Luis Valtueña (Madrid, 1965 - Gatonde, Ruanda, 18 gener de 1997) fou un fotògraf espanyol, que col·laborava amb l'ONG Metges del Món. Va morir a Ruanda quan treballava per a aquesta organització.
Fou un dels fotògrafs de l'agència Cover. Entre 1989 i 1990 va treballar per al magazine del diari El Mundo i posteriorment va dirigir el departament de fotografia del canal televisiu Antena 3 i va participar en la redacció de la revista fotogràfica FV Actualitat. El 1996 va començar a treballar com logista per a Metges del Món al Líban i finalment va ser enviat a Ruanda, on va ser assassinat.
Va ser assassinat per milicians hutus juntament amb el metge Manuel Madrazo i la infermera Maria Flors Sirera en el context immediatament posterior a l'anomenat Genocidi de Ruanda. Metges del Món convoca anualment el Premi Internacional Luis Valtueña de Fotografia Humanitària en la seva memòria.